# Cliché (Hush Hush) (canción)
«Cliché (Hush Hush)» es una canción grabada por la cantante rumana Alexandra Stan para la reedición de su álbum debut del mismo nombre (2013). Escrita y producida por Marcel Prodan y Andrei Nemirschi, fue lanzada para su descarga digital el 3 de octubre de 2012 a través de MediaPro. Descrita como una pista dance pop con elementos de eurodance en su sonido, «Cliché (Hush Hush)» discute diferentes temas de amor. Un video musical para el sencillo fue filmado por Iulian Moga en Palatul Snagov, y subido a YouTube el 27 de septiembre de 2012. El videoclip recibió comentarios positivos por parte de los críticos de música, con Los 40 Principales incluyéndolo en su lista de «Los mejores videoclips de Stan». En particular, una escena del video fue comparada con películas de vampiros para adolescentes, mientras que otra con películas de los años 70. La pista alcanzó la posición número 91 en Rumania, así como en los puestos 11 y 28 en Japón e Italia, respectivamente. Fue promovida por varias presentaciones en directo, incluyendo una gira en los Estados Unidos y una aparición en el evento francés Starfloor 2012.

## Composición y recepción
Según las publicaciones rumanas, «Cliché (Hush Hush)» es una pista dance pop «dinámica» que incorpora influencias de Eurodance en su sonido; sus letras tratan diferentes temas de amor. Con respecto al mensaje de la canción, Stan confesó que «muestra el amor de diferentes maneras y retrata las relaciones entre parejas que se enamoran dentro de un cierto patrón. El amor puede transformar a todos en lo más maravilloso e importante del universo». Álvaro, del sitio web español Popelera, señaló grandes diferencias entre el estilo dance de la pista y su predecesor, «Lemonade» (2012), mientras que Mia, quien escribió para el portal rumano Info Music, la comparó con el sencillo de Pussycat Dolls «Hush Hush; Hush Hush» (2009). Kevin Apaza de Direct Lyrics insinuó que Stan «[se alejó] de su sonido anterior (Mr. Saxobeat) para probar otros estilos de baile» y escribió que la canción «no es muy pegadiza como su coro, pero es perfecta para las remezclas, ya puedo imaginar las próximas versiones».

## Video musical
Un video musical de acompañamiento para la canción fue subido al canal oficial del sello de Stan, Maan Studio, el 27 de septiembre de 2012, precedido por un teaser lanzado el 19 de septiembre. El videoclip fue filmado por Iulian Moga en Palatul Snagov Empieza con Stan entrando a un salón de fiestas en color sepia mientras la fotografían. Después de coquetear con un hombre, sale de la habitación y el video muestra una fiesta en la piscina en color normal, donde Stan baila junto con otros bailarines de fondo mientras luce un traje rosa. A continuación, la cantante aparece en un pasillo oscuro, sentada en un sofá. Después de esto, se muestra a Stan en una iglesia, con su cuerpo y rostro cubiertos por una túnica roja rodeada por personas con ropa negra. Posteriormente, se presentan escenas con la cantante y su interés amoroso desde una habitación del hotel, después de lo cual el video termina con la gente de la escena en la iglesia corriendo por el pasillo vistiendo lencería blanca, seguido por Stan bailando alrededor de una fogata dejando caer unas velas en una cita con su novio.
Alexandra Necula, quien escribió para el sitio web de música Info Music, comparó la escena inicial con películas de los años 70, mientras indicaba que algunas partes del video no coincidían con el mensaje de la canción. Continuó comparando la escena en la iglesia con películas de vampiros para adolescentes; Necula afirmó que la vestimenta de Stan fue inspirada por el fetiche de sadomasoquismo. Apaza de Direct Lyrics declaró que «su videoclip es como una mezcla entre los trabajos de Paulina Rubio, la saga de Crepúsculo y el video de J.Lo "Dance Again"». Showbiz.ro pensó que «el estilo de los años 80 del video coincide con la línea melódica». La estación de radio española Los 40 Principales lo incluyó en su lista de «Los mejores videoclips de Stan».

## Presentaciones en vivo
Para promover «Cliché (Hush Hush)», Stan se embarcó en una gira por Estados Unidos. La canción también estuvo presente en la lista de varios conciertos para promover su álbum de reedición. La cantante además interpretó la pista en un popurrí junto con «Mr. Saxobeat», «Get Back (ASAP)» y «Lemonade» en el evento francés Starfloor 2012.

## Formatos
| - EP de remezclas de Italia 1. «Cliché (Hush Hush)» (Raf Marchesini Remix) – 3:35 2. «Cliché (Hush Hush)» (Raf Marchesini Remix Edit) – 6:15 3. «Cliché (Hush Hush)» (Da Brozz Remix) – 3:51 4. «Cliché (Hush Hush)» (Da Brozz Remix Edit) – 5:32 - Descarga digital en Rumania 1. «Cliché (Hush Hush)» – 3:23 | - Descarga digital en Italia 1. «Cliché (Hush Hush)» (Radio Edit) – 3:23 2. «Cliché (Hush Hush)» (Maan Extended Version) – 4:25 - Descarga digital en Italia (versión acústica) 1. «Cliché (Hush Hush)» (Acoustic Version) – 3:22 |

## Personal
Créditos adaptados de las notas de Cliché (Hush Hush) y The Collection.
Estudios
- Grabado en Maan Studio

Personal
- Alexandra Stan – voz principal
- Iulian Moga – director
- Andrei Nemirschi – compositor, productor, fotógrafo
- Marcel Prodan – compositor, productor
- Iliaro Drago – arte y repertorio

## Posicionamiento en listas
| Italia  | FIMI          | 28 |
| Japón   | Japan Hot 100 | 11 |
| Rumania | Airplay 100   | 91 |

## Historial de lanzamiento
| Rumania | 3 de octubre de 2012   | MediaPro       |
| Italia  | 12 de octubre de 2012  | Vae Victis     |
| España  | 6 de noviembre de 2012 | Blanco y Negro |

| Italia | 23 de noviembre de 2012 | Vae Victis |

| Italia | 11 de diciembre de 2012 | Vae Victis |